# Sam Walton
Samuel Moore "Sam" Walton (29. března 1918 – 5. dubna 1992) byl americký obchodník, zakladatel obchodního řetězce Walmart. Časopis Time ho roku 1998 zařadil mezi 100 nejdůležitějších osobností 20. století.
Svůj první obchod s názvem Ben Franklin otevřel ve 26 letech v Newportu v Arkansasu, šlo o frančízový obchod řetězce Butler Brothers. Již tehdy začal pozvolna vypracovávat vlastní koncept, který definitivně rozvinul roku 1962, kdy v Rogersu v Arkansasu otevřel první obchodní dům Wal-mart (od roku 2008 bylo z názvu obchodů oficiálně odstraněna pomlčka). Rychle vytvořil největší americký řetězec velkoprodejen. Klíčovým rozdílem mezi Waltonovou obchodní strategií a jinými obchodními domy jeho éry bylo, že Walton neotevíral své obchody ve velkých městech, ale naopak v menších. Zde navázal obchodní vztahy s lokálními prodejci, jež si získal tím, že od nich svážel jejich zboží ve vlastních nákladních vozech. Tím docílil nízkých cen. Model Walmartu se stal významnou součástí americké kultury 20. století, je ironicky zachycen i v seriálu Simpsonovi.